# 金斯基羅茲多雷

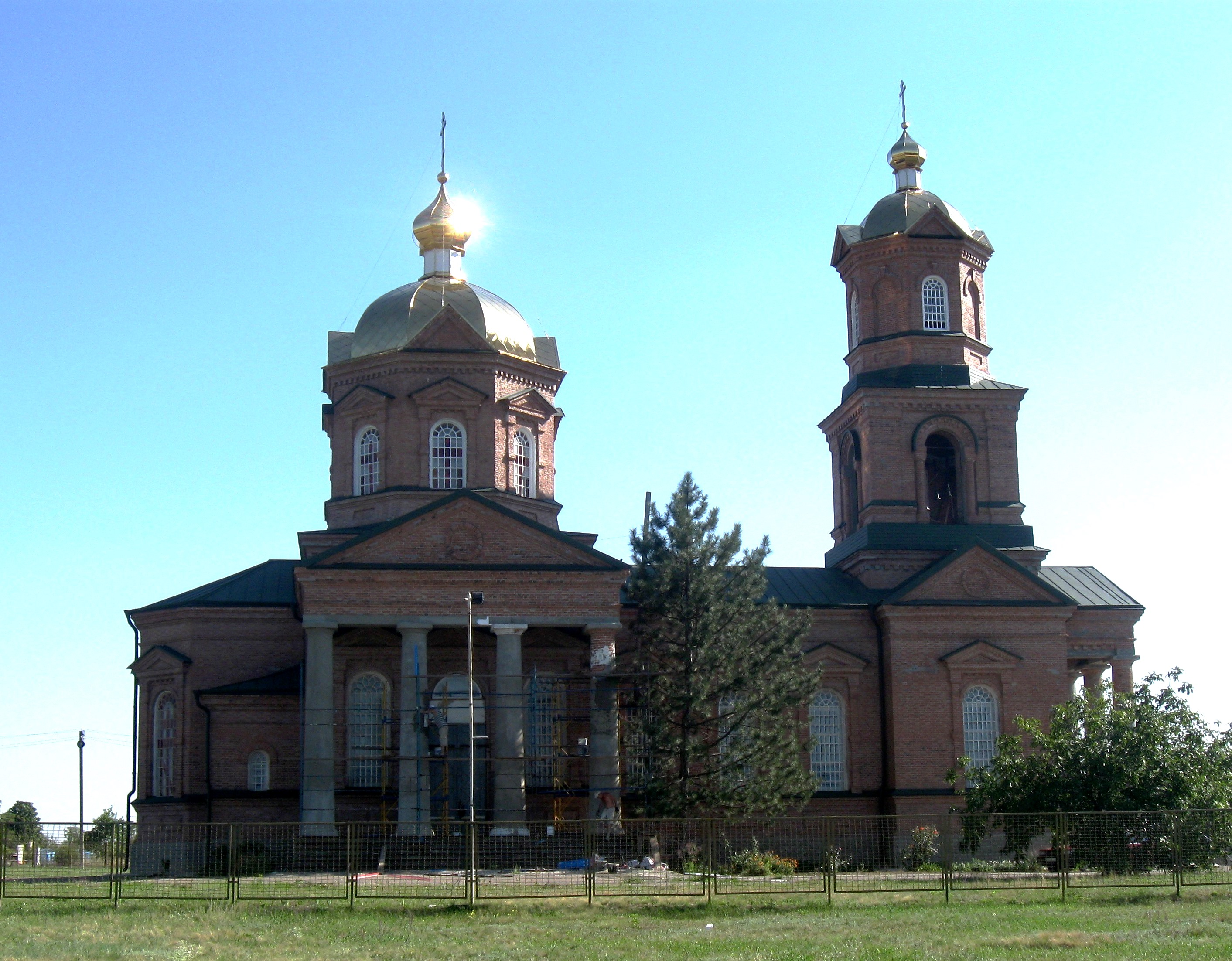
教堂

47°24′42″N 36°24′55″E / 47.41167°N 36.41528°E
金斯基羅茲多雷（烏克蘭語：Кінські Роздори）是位於烏克蘭東南部的村莊，由扎波羅熱州波洛希區的沃斯克列先卡市鎮負責管轄。該村始建於1771年，面積159平方公里，2001年人口為3113人，人口密度每平方公里21.8人。